# Maria Vollmer
Maria Vollmer (* 27. Juli 1967 in Heidelberg) ist eine deutsche Kabarettistin.
Maria Vollmer ist seit 2001 als Kabarettistin, erst im Duo „First Ladies“ und seit 2010 mit ihren Soloprogrammen unterwegs.

## Leben
Maria Vollmer absolvierte ihre tänzerische und pädagogische Ausbildung an der Rotterdamse Dansacademie und an der Stage School of Dance and Drama Hamburg. Sie erhielt zusätzlich eine umfassende musikalische Ausbildung in Gesang, Schlagzeug und Querflöte. Seit 1990 tanzte sie in verschiedenen Produktionen in Amsterdam, Hamburg und Berlin. Von 1986 bis 2001 war sie Mitglied der Gruppe Neuer Tanz, Düsseldorf.
Von 2001 bis 2011 trat sie zusammen mit Eva-Maria-Michel als Comedy-Duo „First Ladies“ auf, mit dem sie zahlreiche Kleinkunstpreise gewann.
Im Juni 2010 erschien ihr erstes Soloprogramm „Sex & Drugs im Reihenhaus“, mit dem sie erfolgreich durch Deutschland tourte. Aus ihrem musikalischen und tänzerischen Hintergrund heraus hat Maria Vollmer ihre ganz eigene Art der Comedy entwickelt.
Ihr zweites Soloprogramm „Sünde, Sekt & Sahneschnittchen“ erschien im Oktober 2013 im Rahmen des Köln Comedy Festivals.
Im Oktober 2016 erschien ihr drittes Soloprogramm „Push-up, Pillen & Prosecco“.
Sie ist mit dem Kabarettisten Peter Vollmer verheiratet und lebt in Köln.

## Soloprogramme
- 2001–2011: First Ladies (Duo)
- 2010: Sex & Drugs im Reihenhaus (Solo)
- 2013: Sünde, Sekt & Sahneschnittchen (Solo)
- 2016: Push-up, Pillen & Prosecco (Solo)
- 2019: Tantra, Tupper & Tequila (Solo)
- 2023: Hinter'm Höhepunkt geht's weiter (Solo)

## Auszeichnungen
- 2004: Goldener Xaver
- 2005: Dortmunder Kabarett & Comedy PoKCal
- 2007: Kenzinger Original Kleinkunstpreis
- 2007: Heilbronner Lorbeeren in Silber
- 2009: Reinheimer Satirelöwe (Publikumspreis)
- 2009: Goldene Weißwurscht
- 2011: Euskirchener Kleinkunstpreis

## Nominierungen
- 2011: Vohenstraußer Kabarettpreis
- 2012: Lüdenscheider Lüsterklemme
- 2012: Hamburger Comedy Pokal
- 2012: Paulaner Solo
- 2012: Melsunger Kabarettpreis „Scharfe Barte“
- 2014: Kabarettpreis „Rahdener Spargel“
- 2014: Kabarettpreis „Sprungfeder“, Oltner Kabarett-Tage
- 2014: Kabarettbundesliga Saison 2014/2015
- 2015: 1. Oberpfälzer Kabarettpreis
- 2016: Kabarettpreis „Kiep“